# Меморијални центар Сребреница — Поточари
44° 9′ 29″ N 19° 18′ 6″ E / 44.15806° С; 19.30167° И
Меморијални центар Сребреница — Поточари је меморијални комплекс изграђен у знак сећања на жртве масакра у Сребреници током рата у Босни и Херцеговини.

## Предуслови и значај
Насилни распад бивше Југославије, са својим најбруталнијим манифестација у Босни и Херцеговини од 1992. до 1995. године, међу којима је најзначајнија она на ширем простору Сребренице из јуна 1995. године, у којој се десила највећа погибија становништва на Балкану, након завршетка Другог светског рата, био је предмет оснивања Меморијалног центра Сребреница — Поточари.
Масовна егзекуције локалног становништва након пада Сребренице, у 1995, били је заиста јединствена у својој систематској природи и последицама које је имали на ту заједницу и каснији суживот Бошњака и Срба у Босни и Херцеговини у којој се под притиском међународне заједнице желела створити мултиетничка држава. Сребреницу у том смислу треба схватити као врхунац политике постављене три године раније (1992), засноване на распаду СФР Југославије, а злочин у њој треба категорисан као посебну врсту масовног злочина проистеклог из такве политике.
Детаљан увид у дипломатске процесе у недељама које су претходиле трагедији данас откривају да велике силе сносе много тежи терет одговорности, за овај велики злочин јер су Сребреницу „продали, напустили издали, и жртвовали”, што ни у ком случају не оправдава и зараћене стране у сукобу које су довеле до тога да једна група неодговорних појединаца (која је именоване у хашким пресудама) нанесе велику хуманитарну катастрофу која ће деценијама утицати на суживота Бошњака, Срба и других нација на овом простору Босне и Херцеговине.
Сребреница је тако постала жртва великог злочина, а спомен обележје Меморијалног центра Сребреница — Поточари, након тог злочина, вечно сећање на погинуле, подсећање на злочине неодговорних појединаца не и неуспех великих сила да мирним путем реше само њима знану, поделу бивше Југославије и спрече повратак масовних злочина у Европу.
Имајући у виду став независне научне заједнице, која је прихватила све одлуке Међународног суда правде, у Хагу, из 2007. који је у њима утврдио индивидуалну одговорност, а не одговорност других држава, дошло се до у закључак да је само један инцидент, (од многих догађаја не само у БиХ, него и у бившој Југославији током 1990-их), окарактерисан као масивним злочин, и то онај који се догодио у Сребреници 1995. У том смислу у потпуности је био оправдан став свих субјекта за оснивање једног оваквог Меморијалног центра, који својим порукама треба превентивно да делује на антиратну свест садашњих и будућих генерација у свету.

## Оснивање, намена, статус
Меморијални центар Сребреница — Поточари изграђен је и званично отворена од стране бившег америчког председник Била Клинтонa у септембру 2003. године, на основу Одлуке Високог представника у Босни и Херцеговини Волфганга Петрича од 25. октобра 2000. године, на  земљишној локацији у Поточарима, општина Сребреница, за мезарје и спомен обележја онима који су страдали у јулу 1995. године у масовним злочинима почињеним на ширем подручју Сребренице.
Законом о Меморијалном центру Сребреница — Поточари, донетом 25. јуна 2007. године Меморијални центар, као спомен обележје и мезарје за жртве масовног злочина из 1995. године, проглашен је за правног наследник првобитне Фондације са седиштем у Поточарима. Овим законом дефинисан је и службени назив меморијалног центра као: Меморијални центар Сребреница — Поточари, спомен обиљежје и мезарје за жртве масовног злочина из 1995. године.

## Положај и изглед
Центар се налази у насељу Поточари, у близини Сребренице. Меморијални комплекс се састоји из два дела:
- Први део је сакрални, где се врши укоп посмртних остатака идентификованих особа. У овом делу досада (2016) је укопано 6377 жртава.[8]
- Други део Меморијалног комплекса је бивша Фабрика акумулатора Сребреница, који  заузима површину од око 120.000 метара квадратних.

### Сакрални део
У Меморијалном центру тренутно је у целости завршен, сакрални део где се врши укоп идентификованих особа, у коме је најпрепознатљивији део - мусала. Мусала служи као објекат за молитву на отвореном за припаднике исламске вероисповести. У њен мермерни плато угравирана су симетрично места за „сеџду”, а у десном делу је камени мимбер.
Мусалу и турбе, у форми полукруга, окружује бела камена платформа, или „Зид сећања” на коме су исписана имена 8.372 жртва страдалих у масовном злочину, јула 1995. године.
У мермерни плато мусале угравирана су симетрично места за сеџду, а у десном делу је камени мимбер.
На десној страни мусале, налази се турбе, са зеленом куполом и великом каменом плочом на којој су угравирани, на арапском и бошњачком језику, ајети 154-156. друге Кур'анске суре:
| „ | И не реците за оне који су на Аллахову путу погинули: „Мртви су!” Не, они су живи, али ви не знате! Ми ћемо вас доводити у искушење мало са страхом и гладовањем, и тиме што ћете губити имања и животе, и летине. А ти обрадуј издржљиве, оне који, кад их каква невоља задеси, само кажу: „Ми смо Аллахови и ми ћемо се Њему вратити!” | ” |

### Музејска поставка
У бившој Фабрици акумулатора Сребреница коју је изградио Енергоинвест у периоду од 1978. до 1982. године, некада је радило 470 радника који су имали добре зараде и пристојно живели; она је претворена у Музејску поставку.
Досад (2016) у бившој Фабрици акумулатора урађена је споменсоба која се састоји из два кубуса. У једном кубусу се приказује филм о страдању Сребреничана током 1995. године, а други садржи 20 изложбених паноа у којима се налазе фотографије и биографије жртава из 1995. као и предмети који су нађени у гробницама приликом ексхумација покојника.
Почетком 2017. отворена је и стална музејска поставка „Сребренички геноцид - неуспех међународне заједнице”, наменски направљена, у реновираној згради некадашње команде батаљона холандског УНПРОФОР-а у коме је он боравио до 1995. године.
Поставка је део ширег програма финансираног од стране Амбасаде Холандије у Босни и Херцеговини, као део заједничког и континуираног настојања Бошњака и међународне заједнице да се очува сећање на жртве масовног злочина у Сребреници и укаже на пропусте међународне заједнице и тиме у свет још једном пошаље порука да се оно што се десило у Сребреници никада више не сме поновити.
Дизајн сталне поставке направио је Меморијални Центар „Камп Вестерборк” из Холандије, у сарадњи са Меморијалним центром Сребреница — Поточари и холандском мировном организацијом „ПАКС”, и на 900 квадратних метара, са 27 просторија изложио сачувану грађу: више од 500 фотографија, 35 видео снимака и 7 интервјуа у којима сведочи 23 особе.